# Connerré
Connerré é uma comuna francesa na região administrativa do País do Loire, no departamento de Sarthe. Estende-se por uma área de 16.6 km². Em 2010 a comuna tinha 2 975 habitantes (densidade: 179,2 hab./km²).